# Francières (Oise)
Pour les articles homonymes, voir Francières.
Francières est une commune française située dans le département de l'Oise en région Hauts-de-France.

## Géographie

### Description
Francières est située à 12 kilomètres de Compiègne et à 75 km de Paris. Elle borde l'ancienne voie romaine qui reliait Lutèce à Lille, remplacée depuis par la RD 1017 (ex-RN 17).
En 1832, Louis Graves indiquait que « le territoire de Francières est formé d'un plateau élevé sur lequel le chef-lieu est placé, et d'une plaine légèrement inclinée vers le midi ; il n'y a pas d'eau courante dans son étendue, mais on rencontre à peu de profondeur, des sources dans le village même. Ce village est assez bien bâti; ses rues sont larges et pavées ».

### Communes limitrophes
|                     | Hémévillers | Montmartin |
| Rouvillers          | Francières  |            |
| Estrées-Saint-Denis |             | Remy       |

### Hydrographie
La commune est située dans le bassin Seine-Normandie. Elle n'est drainée par aucun cours d'eau,.

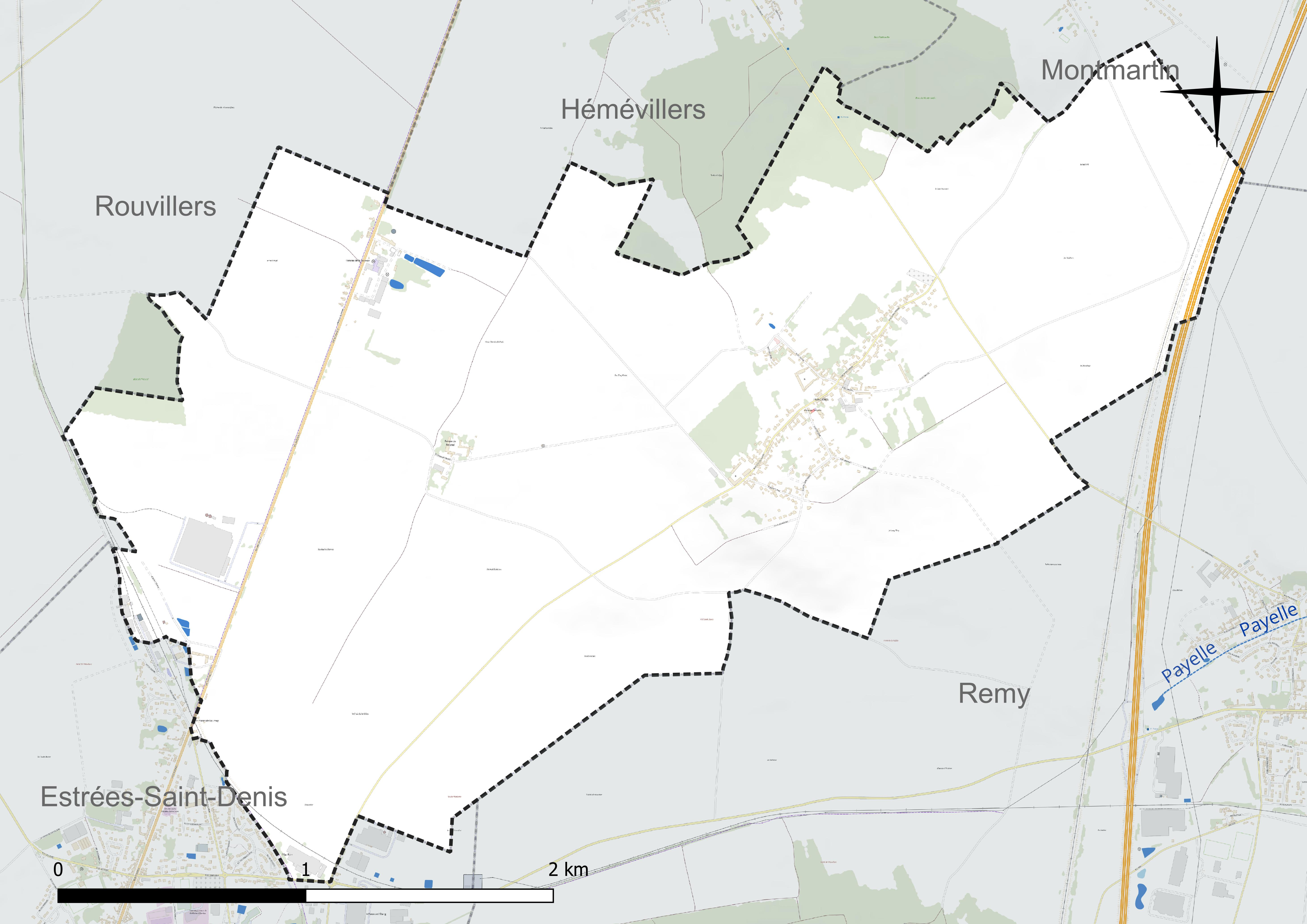
Réseau hydrographique de Francières.

### Climat
Pour des articles plus généraux, voir Climat des Hauts-de-France et Climat de l'Oise.
En 2010, le climat de la commune est de type climat océanique dégradé des plaines du Centre et du Nord, selon une étude du CNRS s'appuyant sur une série de données couvrant la période 1971-2000. En 2020, Météo-France publie une typologie des climats de la France métropolitaine dans laquelle la commune est exposée à un climat océanique et est dans la région climatique  Nord-est du bassin Parisien, caractérisée par un ensoleillement médiocre, une pluviométrie moyenne régulièrement répartie au cours de l'année et un hiver froid (3 °C). 
Pour la période 1971-2000, la température annuelle moyenne est de 10,6 °C, avec une amplitude thermique annuelle de 14,6 °C. Le cumul annuel moyen de précipitations est de 678 mm, avec 11 jours de précipitations en janvier et 7,9 jours en juillet. Pour la période 1991-2020, la température moyenne annuelle observée sur la station météorologique la plus proche, située sur la commune de Margny-lès-Compiègne à 11 km à vol d'oiseau, est de 11,2 °C et le cumul annuel moyen de précipitations est de 633,5 mm,. Pour l'avenir, les paramètres climatiques de la commune estimés pour 2050 selon différents scénarios d'émission de gaz à effet de serre sont consultables sur un site dédié publié par Météo-France en novembre 2022.

## Urbanisme

### Typologie
Au 1er janvier 2024, Francières est catégorisée commune rurale à habitat dispersé, selon la nouvelle grille communale de densité à sept niveaux définie par l'Insee en 2022.
Elle est située hors unité urbaine. Par ailleurs la commune fait partie de l'aire d'attraction de Paris, dont elle est une commune de la couronne,. 

### Occupation des sols
L'occupation des sols de la commune, telle qu'elle ressort de la base de données européenne d'occupation biophysique des sols Corine Land Cover (CLC), est marquée par l'importance des territoires agricoles (88 % en 2018), en diminution par rapport à 1990 (89,2 %). La répartition détaillée en 2018 est la suivante : 
terres arables (88 %), zones industrielles ou commerciales et réseaux de communication (5,6 %), zones urbanisées (4 %), forêts (2,4 %). L'évolution de l'occupation des sols de la commune et de ses infrastructures peut être observée sur les différentes représentations cartographiques du territoire : la carte de Cassini (XVIIIe siècle), la carte d'état-major (1820-1866) et les cartes ou photos aériennes de l'IGN pour la période actuelle (1950 à aujourd'hui).

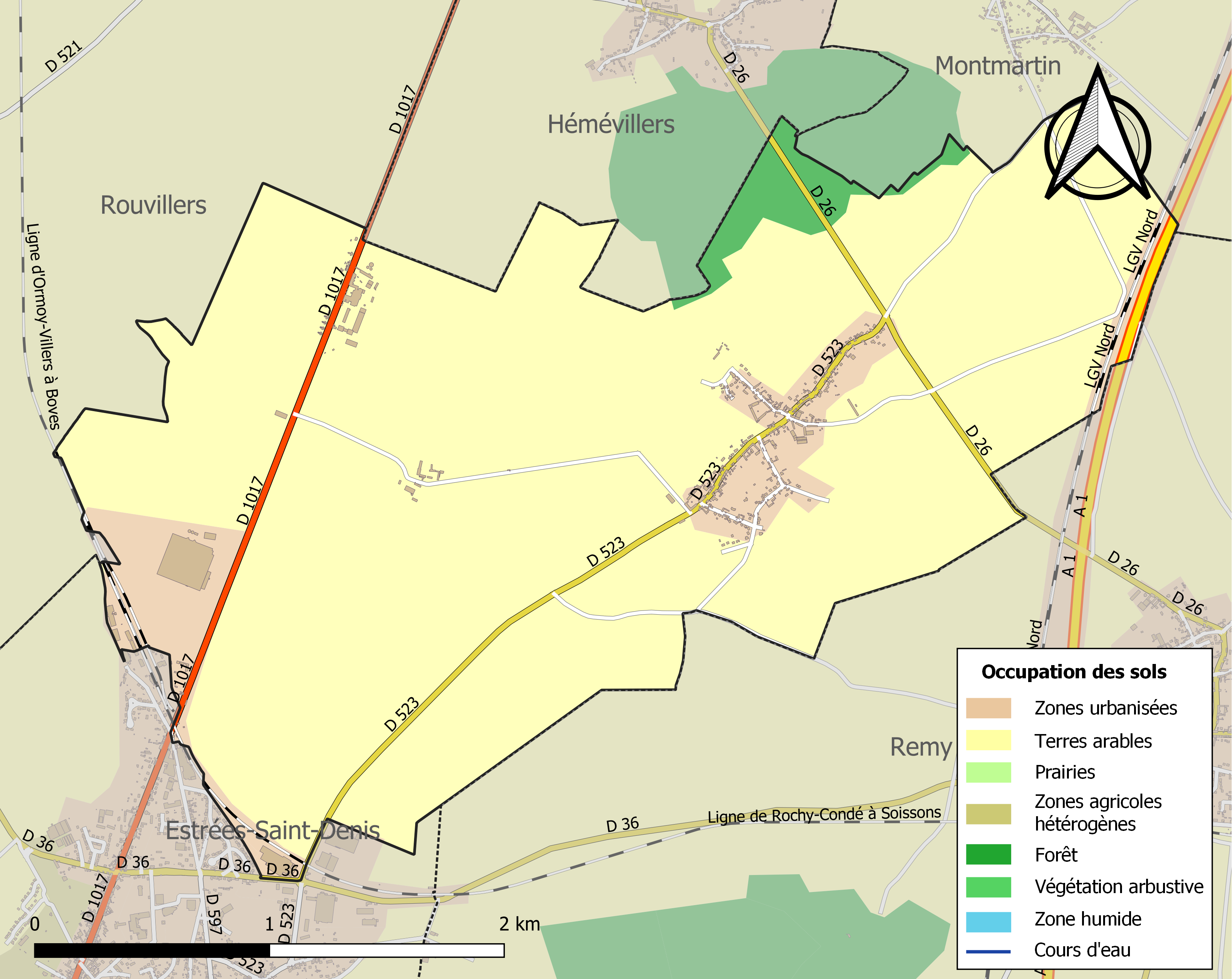
Carte des infrastructures et de l'occupation des sols de la commune en 2018 (CLC).

### Lieux-dits, hameaux et écarts
La commune comprend le hameau de la Sucrerie traversé par la RD 1017. L'ancienne sucrerie-distillerie de Francières y est implantée.

### Habitat et logement
En 2019, le nombre total de logements dans la commune était de 253, alors qu'il était de 237 en 2014 et de 215 en 2009.
Parmi ces logements, 90,9 % étaient des résidences principales, 1,6 % des résidences secondaires et 7,5 % des logements vacants. Ces logements étaient pour 96,8 % d'entre eux des maisons individuelles et pour 2,8 % des appartements.
Le tableau ci-dessous présente la typologie des logements à Francières en 2019 en comparaison avec celle de l'Oise et de la France entière. Une caractéristique marquante du parc de logements est ainsi une proportion de résidences secondaires et logements occasionnels (1,6 %) inférieure à celle du département (2,4 %) et  à celle de la France entière (9,7 %). Concernant le statut d'occupation de ces logements, 70 % des habitants de la commune sont propriétaires de leur logement (69,7 % en 2014), contre 61,4 % pour l'Oise et 57,5 pour la France entière.
| Typologie                                               | Francières | Oise | France entière |
| ------------------------------------------------------- | ---------- | ---- | -------------- |
| Résidences principales (en %)                           | 90,9       | 90,4 | 82,1           |
| Résidences secondaires et logements occasionnels (en %) | 1,6        | 2,4  | 9,7            |
| Logements vacants (en %)                                | 7,5        | 7,1  | 8,2            |

### Voies de communication et transports
La commune est desservie, en 2023, par les lignes 663, 6301 et 6343 du réseau interurbain de l'Oise.

## Toponymie
La localité a été désignée sous le noms de Francière, Froncières (Franceriæ).
Le nom de Francières semble indiquer un alleu, une terre noble, exempte de toute charge, soit réelle, soit personnelle. Peut-être équivalent oïl de l'occitan franqueria « terre libre d'impôt ».

## Histoire

### Moyen Âge
Un prieuré de l'ordre de Cluny est mentionné dès 1162 à Francières,.
Une chapelle est fondée en 1331 par Jacques de Francières dans le château de Francières.

### Révolution française et Empire
Le château de Francières, qui tombait en ruine, est démoli durant la Révolution française.

### Époque contemporaine
En 1829 est construite la sucrerie de betteraves Thirial Bertin et Compagnie sur la route nationale, à l'écart du village et près de la ferme de Fresnel qui lui assure un domaine de terres cultivables de 200 ha. L'entreprise est contrôlée par un important propriétaire de l´Eure, le général Pierre Alexandre Dauger, son fermier César Auguste Thirial. le maître de la poste aux chevaux de Roye, Édouard Bertin, ainsi que plusieurs aristocrates, Louis-Fortuné, vicomte de Riencourt, Barthélemy-Léonard de Talloubre et Hector Ledru. L'exploitation est suspendue en 1830 au départ de Thirial et ne reprend qu'en 1832, sous la direction de Jean-François-Xavier Crespel, dit Crespel-Delisse, l'un des pionniers de l´industrie sucrière en France, à partir de 1833. Sa notoriété permet à la sucrerie d'être soutenue financièrement par les banques.
En 1832, la commune est propriétaire du presbytère, d'une école, et d'une place garnie de plantations près de l'église. La population vit de l'agriculture.
Au milieu du XIXe siècle, Crepel-Delisse s´adjoint des compétences de Claude Leyvraz, qui prend la tête de la société de la sucrerie en 1854, lorsque le premier, ruiné par d´autres investissements, est contraint de se retirer des affaires. Leyvraz poursuit seul la direction de la sucrerie de Francières qu´il complète, en 1855, d´une distillerie d´alcool de betteraves, l'une des toutes premières de l'Oise, et  l´ensemble sucrier de Francières devient l´un des plus modernes de la région, permettant de multiplier par cinq sa production en une dizaine d'années. La sucrerie est rachetée en 1859 par Grieninger et Bachoux qui poursuivent le développement des installations avec le concours technique technique du chimiste Charles Gallois, nommé à Francières à partir de 1861. Vers 1880, une nouvelle distillerie est construite, ainsi qu´un four à potasse et deux entrepôts industriels.
Grieninger quitte la sucrerie en 1884 et l´entreprise, dirigée par Bachoux, change de raison et de statut social, en devenant la S.A. Sucrerie Distillerie de Francières. Bachoux remplace Charles Gallois par Prudent Druelle à la direction technique de l´usine, mais il est contraint en 1884, à son tour, de se retirer des affaires pour faire face à la faillite de son fils. Druelle devient en 1888 le directeur en titre de l'entreprise et fait raccorder en 1890 l´usine à la gare d'Estrées-Saint-Denis par un embranchement particulier et modernise l'usine. À sa mort, en 1906, on petit-gendre, Gaston Benoit, assure la poursuite de l´entreprise et de sa modernisation. Lui et son épouse Marguerite s´investissent dans l´encadrement social du personnel de la sucrerie et de leur famille et font aménager une école dans une partie des premiers logements, évitant ainsi aux enfants de rejoindre l´école du village distante de plus de trois kilomètres.

#### Première Guerre Mondiale
La sucrerie poursuit son exploitation  sous la direction de Marguerite Benoit, qui supplée son mari mobilisé. En 1918, le matériel et les machines sont démontés et l´usine est contrainte de s´arrêter.

#### L'Entre-deux-guerres
L´entre-deux-guerres ouvre une nouvelle période de modernisation et de reconstruction de la sucrerie, sous la direction de Gaston Benoit. En 1933, une nouvelle distillerie d´alcool est construite. Gaston et Marguerite Benoit, animés d´un véritable esprit paternaliste envers le personnel de leur sucrerie, font construire une nouvelle série de logements de l´autre côté de la route, pour une partie du personnel et font aménager une chapelle dans la continuité immédiate du côté nord des ateliers. L´école de la sucrerie, fondée en 1907, devient une école publique, et un bunker de protection de la population du hameau est construit. Le logement de direction est modernisé dans un style art-déco, et agrémenté d´un jardin redessiné avec rocaille et tonnelle.

#### L'après guerre
En 1947, Gaston Benoit meurt et l'entreprise est reprise par son gendre, Jean Valette, qui ne peut mettre en œuvre son projet de refonte totale du site industriel et meurt en 1951. Marguerite Benoit, reprend à nouveau la direction de l'entreprise mais ne dispose pas des moyens de rivaliser avec les grands groupes sucriers qui se sont formés, et l'usine ferme en 1969.

## Politique et administration

### Rattachements administratifs et électoraux

#### Rattachements administratifs
La commune se trouve dans l'arrondissement de Compiègne du département de l'Oise.
Elle faisait partie depuis 1802 du canton d'Estrées-Saint-Denis. Dans le cadre du redécoupage cantonal de 2014 en France, cette circonscription administrative territoriale a disparu, et le canton n'est plus qu'une circonscription électorale.

#### Rattachements électoraux
Pour les élections départementales, la commune fait partie depuis 2014 d'un nouveau canton d'Estrées-Saint-Denis
Pour l'élection des députés, elle fait partie de la cinquième circonscription de l'Oise.

### Intercommunalité
Francières est membre de la communauté de communes du Pays du Coquelicot, un établissement public de coopération intercommunale (EPCI) à fiscalité propre créé en 1996 et auquel la commune a transféré un certain nombre de ses compétences, dans les conditions déterminées par le code général des collectivités territoriales.

### Liste des maires
| Période                                  | Période                         | Identité        | Étiquette | Qualité                         |
| ---------------------------------------- | ------------------------------- | --------------- | --------- | ------------------------------- |
| Les données manquantes sont à compléter. |                                 |                 |           |                                 |
| mars 2001                                | En cours (au 13 septembre 2022) | Jean-Marie Soen |           | Réélu pour le mandat 2020-2026, |

## Équipements et services publics

### Enseignement
Les enfants de la commune sont scolarisés avec ceux de Hémévillers et Montmartin dans le cadre d'un regroupement pédagogique intercommunal (RPI). L'école de Francières compte deux classes de maternelle, dispose d'un accueil périscolaire et assure un service de cantine pour l'ensemble du RPI.

## Population et société

### Démographie

#### Évolution démographique
L'évolution du nombre d'habitants est connue à travers les recensements de la population effectués dans la commune depuis 1793. Pour les communes de moins de 10 000 habitants, une enquête de recensement portant sur toute la population est réalisée tous les cinq ans, les populations de référence des années intermédiaires étant quant à elles estimées par interpolation ou extrapolation. Pour la commune, le premier recensement exhaustif entrant dans le cadre du nouveau dispositif a été réalisé en 2004.

En 2022, la commune comptait 544 habitants, en évolution de −0,37 % par rapport à 2016 (Oise : +0,87 %, France hors Mayotte : +2,11 %).
| 1793 | 1800 | 1806 | 1821 | 1831 | 1836 | 1841 | 1846 | 1851 |
| ---- | ---- | ---- | ---- | ---- | ---- | ---- | ---- | ---- |
| 398  | 381  | 397  | 412  | 436  | 435  | 432  | 444  | 480  |

| 1856 | 1861 | 1866 | 1872 | 1876 | 1881 | 1886 | 1891 | 1896 |
| ---- | ---- | ---- | ---- | ---- | ---- | ---- | ---- | ---- |
| 488  | 525  | 538  | 490  | 539  | 521  | 527  | 520  | 543  |

| 1901 | 1906 | 1911 | 1921 | 1926 | 1931 | 1936 | 1946 | 1954 |
| ---- | ---- | ---- | ---- | ---- | ---- | ---- | ---- | ---- |
| 506  | 486  | 461  | 462  | 560  | 559  | 543  | 491  | 491  |

| 1962 | 1968 | 1975 | 1982 | 1990 | 1999 | 2004 | 2006 | 2009 |
| ---- | ---- | ---- | ---- | ---- | ---- | ---- | ---- | ---- |
| 452  | 431  | 307  | 362  | 440  | 476  | 505  | 521  | 509  |

| 2014 | 2019 | 2022 | - | - | - | - | - | - |
| ---- | ---- | ---- | - | - | - | - | - | - |
| 549  | 549  | 544  | - | - | - | - | - | - |

#### Pyramide des âges
La population de la commune est relativement jeune.
En 2018, le taux de personnes d'un âge inférieur à 30 ans s'élève à 36,3 %, soit en dessous de la moyenne départementale (37,3 %). À l'inverse, le taux de personnes d'âge supérieur à 60 ans est de 16,7 % la même année, alors qu'il est de 22,8 % au niveau départemental.
En 2018, la commune comptait 266 hommes pour 282 femmes, soit un taux de 51,46 % de femmes, légèrement supérieur au taux départemental (51,11 %).
Les pyramides des âges de la commune et du département s'établissent comme suit.
| Hommes | Classe d’âge | Femmes |
| ------ | ------------ | ------ |
| 0,0    | 90 ou +      | 0,7    |
| 4,1    | 75-89 ans    | 4,6    |
| 11,7   | 60-74 ans    | 12,4   |
| 24,4   | 45-59 ans    | 24,7   |
| 22,6   | 30-44 ans    | 22,3   |
| 15,8   | 15-29 ans    | 17,7   |
| 21,4   | 0-14 ans     | 17,7   |

| Hommes | Classe d’âge | Femmes |
| ------ | ------------ | ------ |
| 0,5    | 90 ou +      | 1,4    |
| 5,5    | 75-89 ans    | 7,6    |
| 15,6   | 60-74 ans    | 16,3   |
| 20,8   | 45-59 ans    | 20     |
| 19,4   | 30-44 ans    | 19,4   |
| 17,6   | 15-29 ans    | 16,2   |
| 20,6   | 0-14 ans     | 19,1   |

## Culture locale et patrimoine

### Lieux et monuments
La commune de Francières compte un grand nombre de sites et monuments étant donné sa superficie.
Chronologiquement, il y a :
- Une villa gallo-romaine, dont il ne reste que les fondations enterrées. Elle s'étend tout de même sur une surface longue de 340 m  sur 160 m de large.
- Une motte féodale sur laquelle fut construit le premier château (en bois) de Francières.
- Un château, dont on ne connaît que très peu de choses si ce n'est qu'il possédait au moins deux tours.
- Un autre château, en grande partie détruit et orné à l'époque de jardins, le tout aménagé en pleine forêt. Seule une aile réduite est encore debout.
- Église Saint-Michel, prieuré-cure bâti en 1607[28]. En 1832, Louis Graves indiquait que son chœur est vouté, « ses croisées sont en plein-ceintre du genre qui a immédiatement succédé à l'ogive; la nef est lambrissée; le clocher, garni d'une flèche en charpente, est sur le portail[1] ».
- Une fontaine fut un lieu de pèlerinage et de processions jusqu'à ce que le temps et les dégradations aient raison d'elle.
- La sucrerie-distillerie de Francières, fabrique de sucre de betteraves, construite en 1829 sur la route nationale et désaffectée en 1969. Elle est inscrite à l'inventaire des monuments historiques entre autres grâce au fait qu'elle soit la dernière représentante en Europe de ce qu'était l'industrie du sucre de betteraves à ses débuts[29],[30],[31].

### Personnalités liées à la commune
- Auguste Bouché-Leclercq (1842-1923), historien français, spécialiste de l'Antiquité grecque et romaine, membre de l'Académie des Inscriptions et Belles Lettres, et officier de la Légion d'honneur, y est né.
- Romain Attanasio (1977-), navigateur et skipper professionnel français, a passé son enfance à Francières[32].

### Héraldique
| Blason de Francières | Blason  | D'argent à la bande de sable.                    |
| Blason de Francières | Détails | Le statut officiel du blason reste à déterminer. |